# Stopplaats Leur
Leur is een voormalige stopplaats aan de spoorlijn Roosendaal - Breda. Het station van Leur was in gebruik van 1912 tot 15 mei 1938. Momenteel is er nog een station Etten-Leur aan dezelfde spoorlijn.